# Кузгородь
Ку́згородь — деревня в Ардатовском районе Нижегородской области России. Входит в состав Стёксовского сельсовета.

## Этимология
Происхождение названия деревни до конца не выяснено. Согласно местного предания, село было основано людьми по имени Кузьма и Гордей. Деревня впервые упоминается в поместных актах 1618 года под названием «Кузбердень», из чего рождается другая версия происхождения названия, из двух слов: мордовского куз — «ель» и русского «дебри», позднее переиначенного в «берди», а ещё позднее — в «городь», то есть «селение, огороженное ельником».

## Географическое положение
Деревня Кузгородь находится на юго-западе Нижегородской области России, на автомобильныой дороге Стёксово — Личадеево между населёнными пунктами Писарево и Мечасово. Высота над уровнем моря около 142 метров.
Деревня Кузгородь, как и вся Нижегородская область, находится в часовой зоне МСК (московское время). Смещение применяемого времени относительно UTC составляет +3:00.

## Административная принадлежность
Деревня Кузгородь входит в состав Стёксовского сельсовета Ардатовского муниципального округа Нижегородской области Российской Федерации.

## Климат
Деревня находится в зоне умеренно-континентального климата, который характеризуется холодной продолжительной зимой и тёплым, но достаточно коротким летом. За год выпадает в среднем 450—550 мм осадков, из них 68 % — в виде дождя и 32 % — в виде снега. Среднегодовая относительная влажность воздуха — 76 %. Снежный покров достигает 50 см, а в особо снежные зимы может достигать одного метра и более.
Весна приходит резко, обычно к середине апреля, при этом вплоть до середины мая нередки заморозки. Лето сравнительно короткое и достаточно жаркое — в отдельные годы температура может достигать 36 °C. Шапка лета приходится на июль. В конце весны и лета нередки грозы — их может случаться до 20 за год, почти каждый год выпадает град. Осень приходит в сентябре и стоит до начала ноября, но уже в сентябре нередки заморозки. Зима наступает в начале ноября и продолжается до середины марта. Обычно первый снег выпадает в октябре и держится в течение пяти месяцев, сходит к 10—15 апреля. Почва промерзает на глубину 70—90 см.
Вегетационный период составляет 189 дней, продолжительность безморозного периода — 137 дней.

## Население
| Численность населения | Численность населения | Численность населения | Численность населения | Численность населения | Численность населения | Численность населения | Численность населения | Численность населения |
| 1859                  | 1912                  | 1916                  | 1978                  | 1992                  | 1999                  | 2002                  | 2010                  | 2021                  |
| --------------------- | --------------------- | --------------------- | --------------------- | --------------------- | --------------------- | --------------------- | --------------------- | --------------------- |
| 724                   | ↘527                  | ↗534                  | ↘186                  | ↘114                  | ↘99                   | ↘83                   | ↘54                   | ↘46                   |

## Инфраструктура
В деревне единственная улица Нагорная.